# 潮王路
潮王路是杭州市拱墅区的主要道路之一，因路中段原潮王庙而命名，西面连接文二路，东面直抵绍兴路，全长2.75公里:464。该路段有部分单行道设置，见下。

## 道路设置
莫干山路至上塘路段为东向的单行道，西向只允许公交车和非机动车通行。
除单行道外，双向四车道，中间无绿化带隔离。

## 相交道路
| 道路名称    | 地标                 | 公交车站     | 地铁站      |
| ↑西接文二路 | ↑西接文二路          | ↑西接文二路  | ↑西接文二路 |
| ----------- | -------------------- | ------------ | ----------- |
| 莫干山路    |                      | 新河坝巷     |             |
| 湖墅南路    |                      | 红石板新村   |             |
| 古河巷      |                      | 红石板新村   |             |
| 潮王支路    |                      |              |             |
| 河东路      |                      | 朝晖八区南   | 3潮王路站   |
| 上塘路      | 浙江工业大学朝晖校区 | 浙江工业大学 |             |
| 绍兴路      |                      |              |             |

## 未来发展
由于现状潮王路在绍兴路断头，且文晖路—德胜路之间将近2.5公里没有公路跨越沪昆铁路，因此当局释出潮王路-新风路连通工程来打通这两条道路。